# 黏毛萼距花
黏毛萼距花（学名：Cuphea viscosissima）为千屈菜科萼距花属下的一个种。

## 扩展阅读
- 維基物種上的相關：粘毛萼距花